# Бой при Ванценау
Бой при Ванценау (нем. Wantzenau) — один из боёв на Рейнском ТВД во время октябрьского 1793 года наступления армий Первой коалиции на Страсбург.
После двух дней отдыха главнокомандующий австрийской армией генерал от кавалерии Вурмзер 26 октября возобновил атаки на французские позиции силами в 10 000. Он приказал фельдмаршал-лейтенанту принцу Вальдеку захватить Ванценау (совр. Ла-Ванзено). 
Вальдек атаковал с отрядом в шестьсот гренадеров и двумя венгерскими батальонами, которые приблизились к французским войскам под прикрытием ночи. Воспользовавшись густым утренним туманом австрийцы застали врасплох французские аванпосты. Пехотный полк и три добровольческих батальона, занимавшие Ванценау, не оказали сопротивления и, бросив шесть орудий, переправилась в брод через реку Иль, потеряв в ней утонувшими. Австрийцы смогли бы захватить остров Сериз, образованный Рейном и рукавом реки Иль, и продвинуться вплоть до Страсбурга, если бы не рота парижских стрелков, составившая его гарнизон, которая сумела обмануть врага относительно её истинной силы и таким образом сохранить большую часть острова и прикрыть правый фланг авангарда.
Генерал Комб, который командовал на этом пункте, сплотил свои войска за некоторыми участками дамб позади реки Сюффель, которая представляла хорошую позицию; он занял сад Англетерр и сумел его удержать. 
Правее Вальдек был поддержан бригадами австрийских генералов Коспота и Meссароша, которые в это время атаковали бригаду левого фланга, бывшую под командой Дезе, расположенную позади линии засек (abatis), в лесу Рейшстет. Бригада беспорядочно отступила, но Дезэ удалось её сплотить и только после третьей контратаки снова занять свою первоначальную позицию.
В результате боя австрийцы захватили 160 пленных и 16 артиллерийских орудий, потеряв около тридцати человек убитыми и около 400 ранеными. Корпус фон Вальдека удерживал позиции под Ванценау, угрожавшие Страсбургу до конца декабря, когда союзная армия, потерпевшая поражение в сражениях при Вёрте-Фрёшвиллере и Гейсберге, была вынуждена начать отход из Эльзаса.
Для французской Рейнской армии этот бой стал последним отступлением. Комитет общественной безопасности направил представителей в миссии Сен-Жюста и Леба, чтобы восстановить дисциплину и возродить наступательный дух армии, а Лазар Карно послал новый план операций.